# Constantin Kryjitski
Constantin Iakovlevitch Kryjitski (en russe : Константин Яковлевич Крыжицкий), né le 17 mai 1858 à Kiev et mort le 4 avril 1911  à Saint-Pétersbourg, est un peintre paysagiste impérial russe et  ukrainien d'origine polonaise.

## Biographie
Constantin Kryjitski est académicien de l'Académie impériale des beaux-arts de Saint-Pétersbourg (1889) où il a suivi l'enseignement de Mikhaïl Klodt.

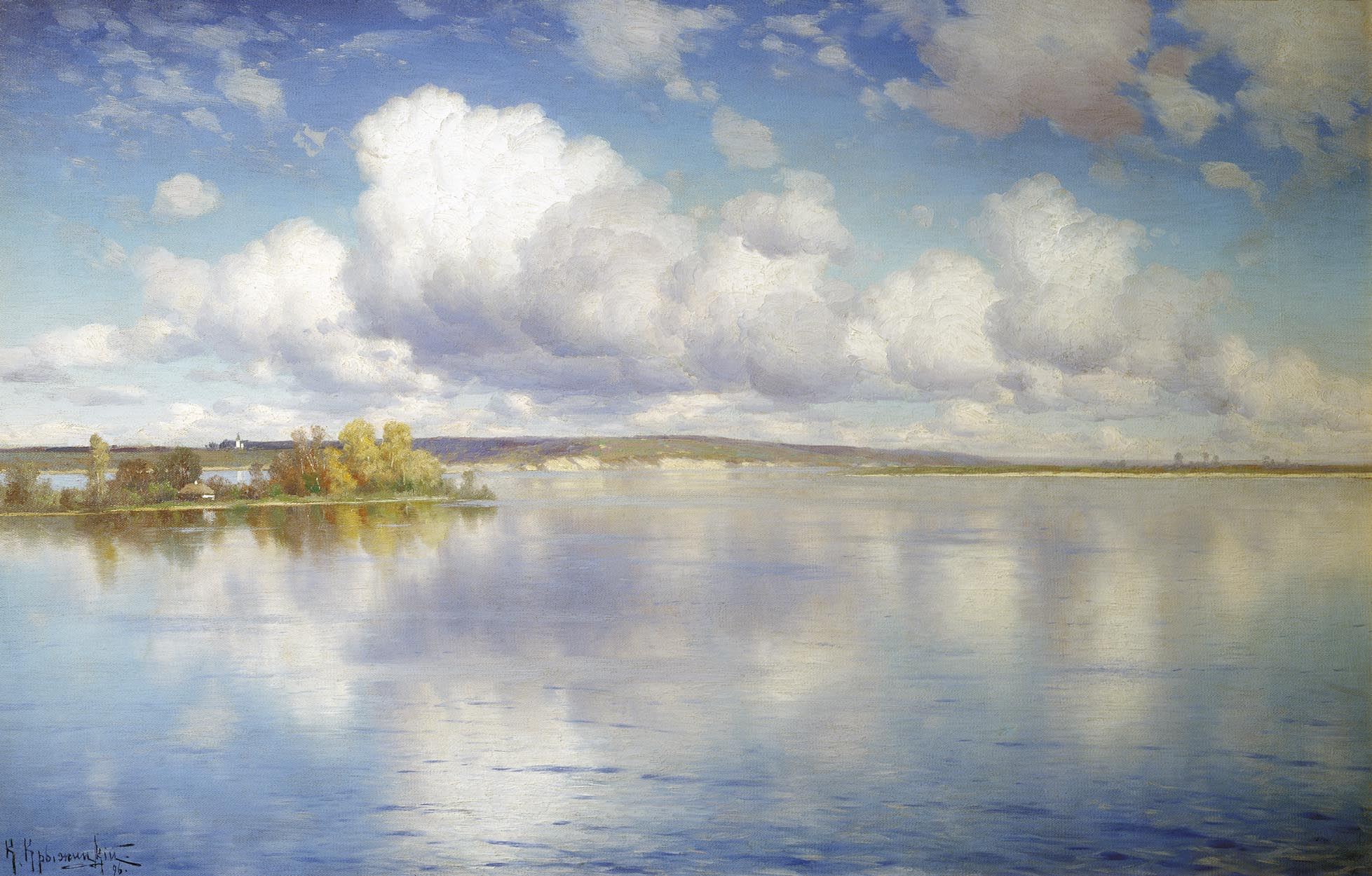
Constantin Kryjitski, Le Lac (1896).

Il peint à l'huile et à l'aquarelle et dessine au crayon également. Ses sujets de prédilection sont les paysages, principalement ceux des environs de Kiev et dans la région de Saint-Pétersbourg. Il est l'un des fondateurs et, depuis 1908, président de la « Société des artistes Arkhip Kouïndji ». Quelques-unes de ses œuvres sont conservées au Musée Russe. Il eut parmi ses élèves Arkadi Rylov.
Il voyage beaucoup en Europe et, en 1900, il visite la France et l'Allemagne. En 1900, des œuvres sont présentées à l'Exposition universelle de 1900 à Paris. En 1909, il expose des œuvres à l'exposition internationale de Munich.
En 1911, il est injustement accusé de plagiat pour son tableau Souffle de printemps (1910) par un tabloïd et, ne supportant la persécution ensuivie, Constantin Kryjitski se suicide dans son atelier pétersbourgeois. Il est inhumé au cimetière orthodoxe de Smolensk à Saint-Pétersbourg.

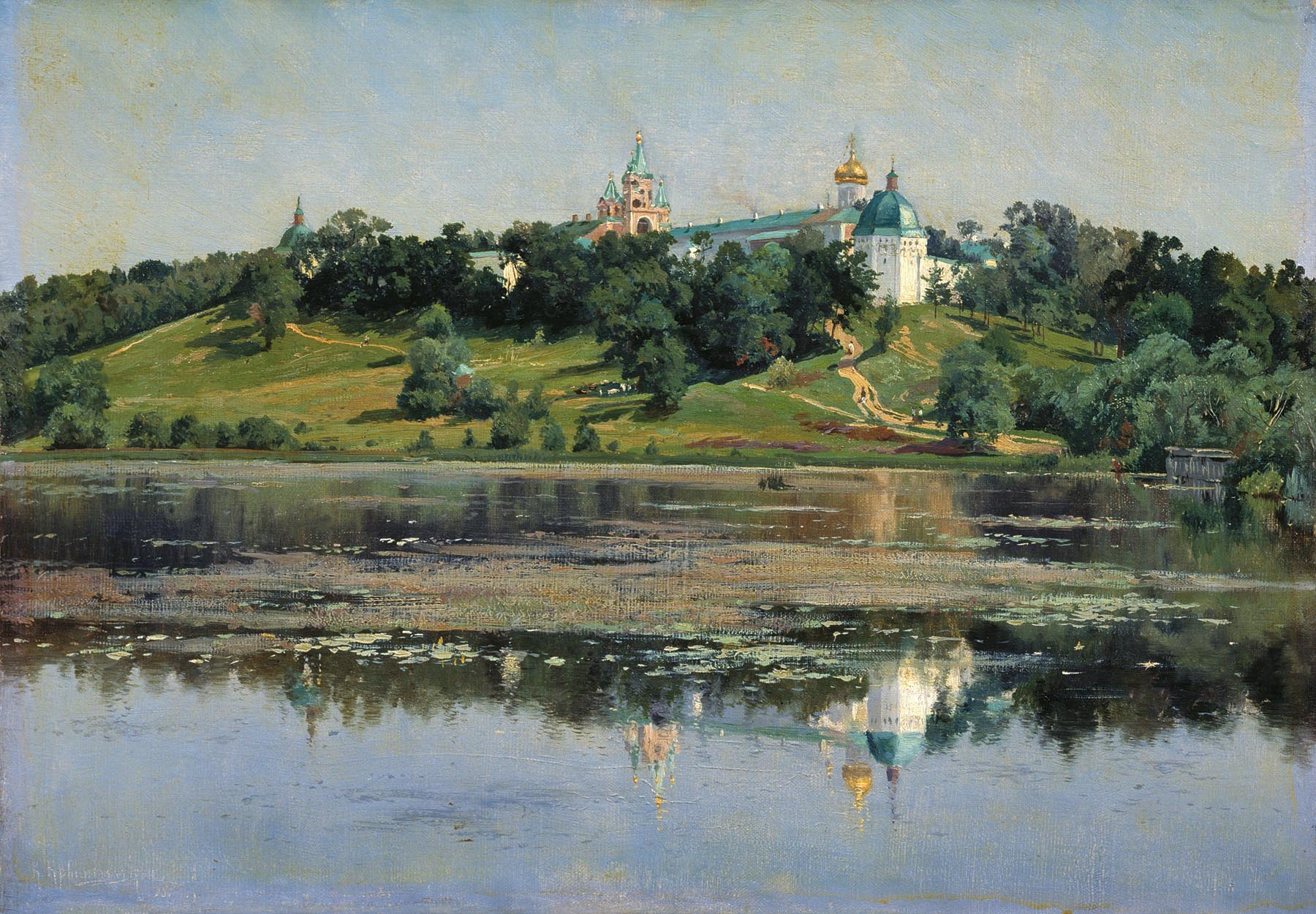
Le monastère Savva-Storojevski à Zvenigorod
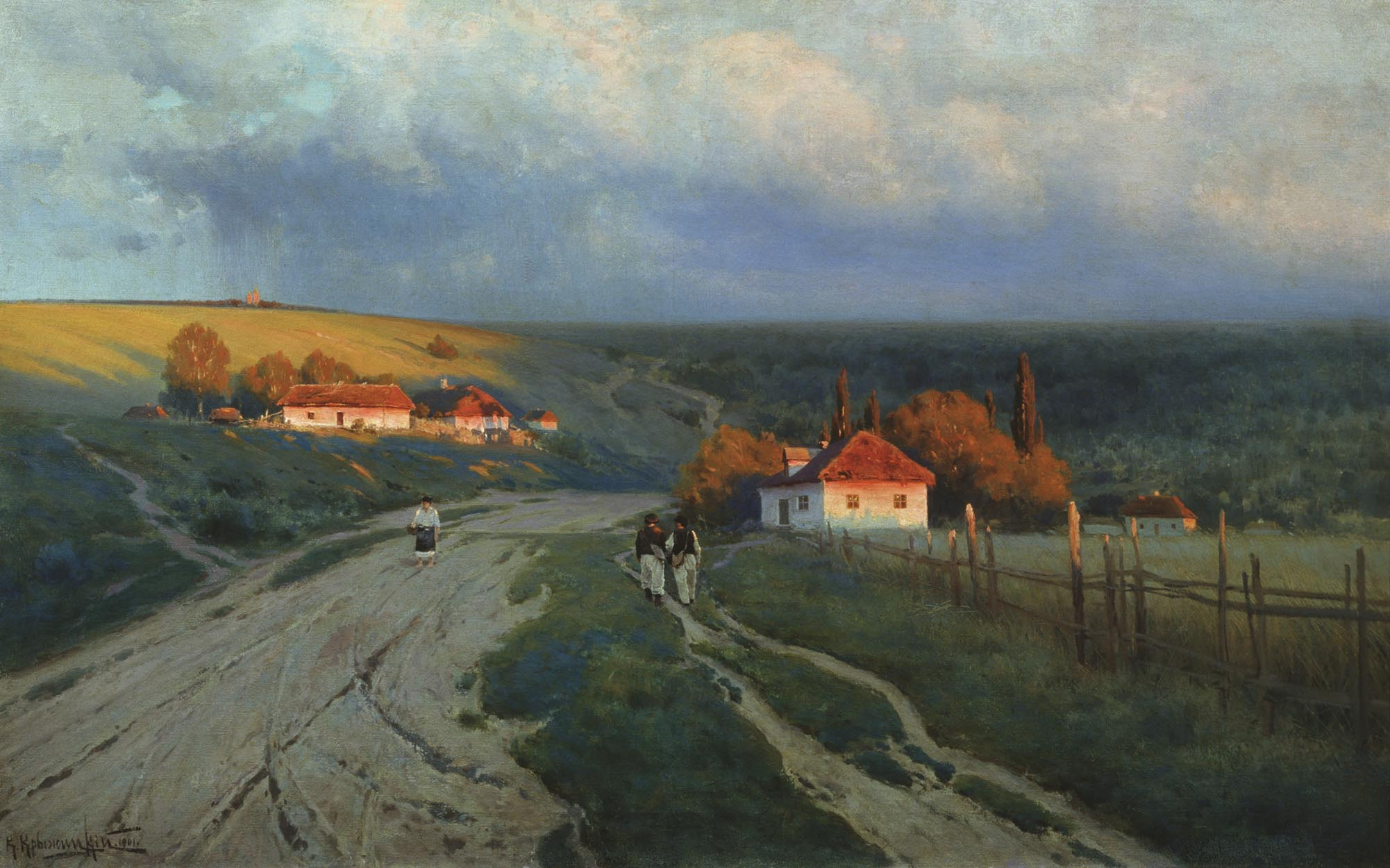
Soirée en Ukraine (1901)
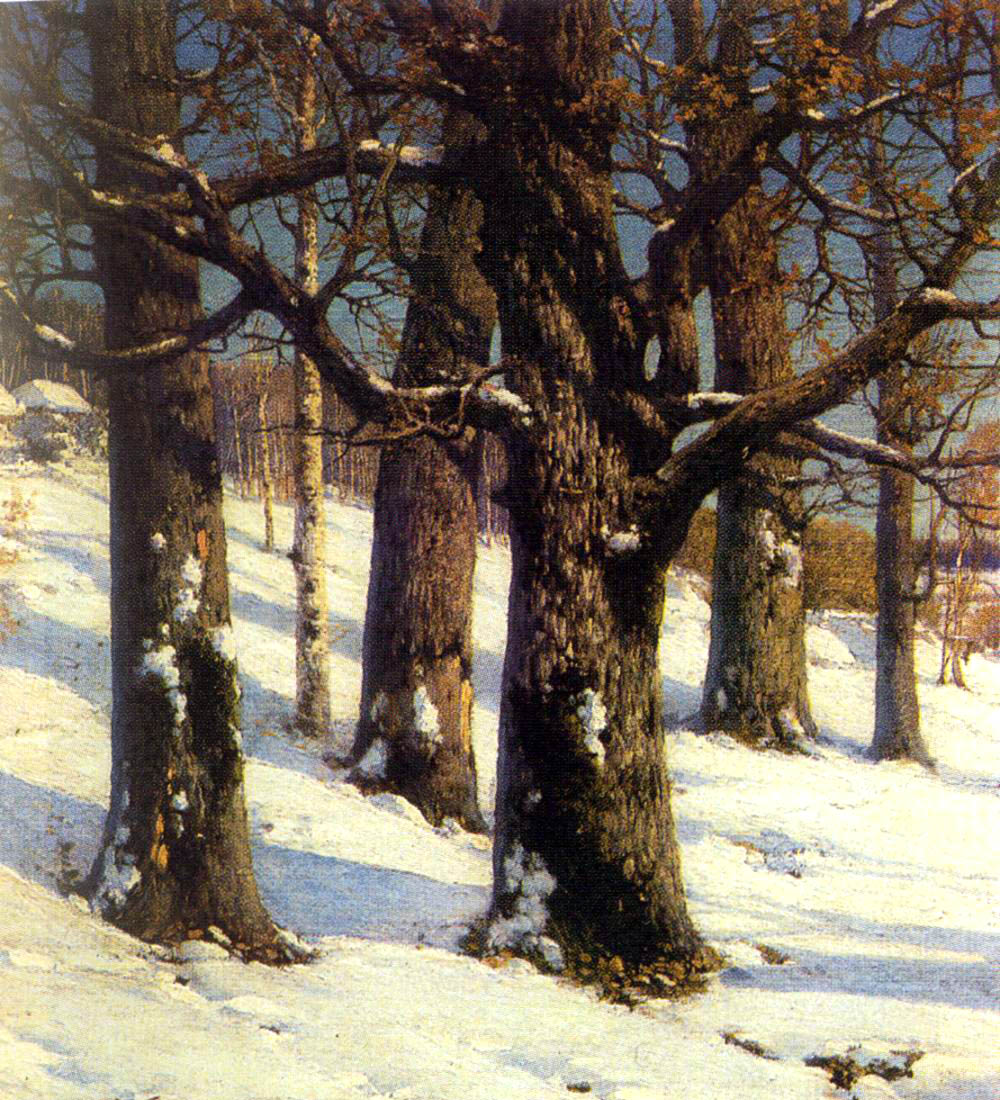
Chênes (1884)
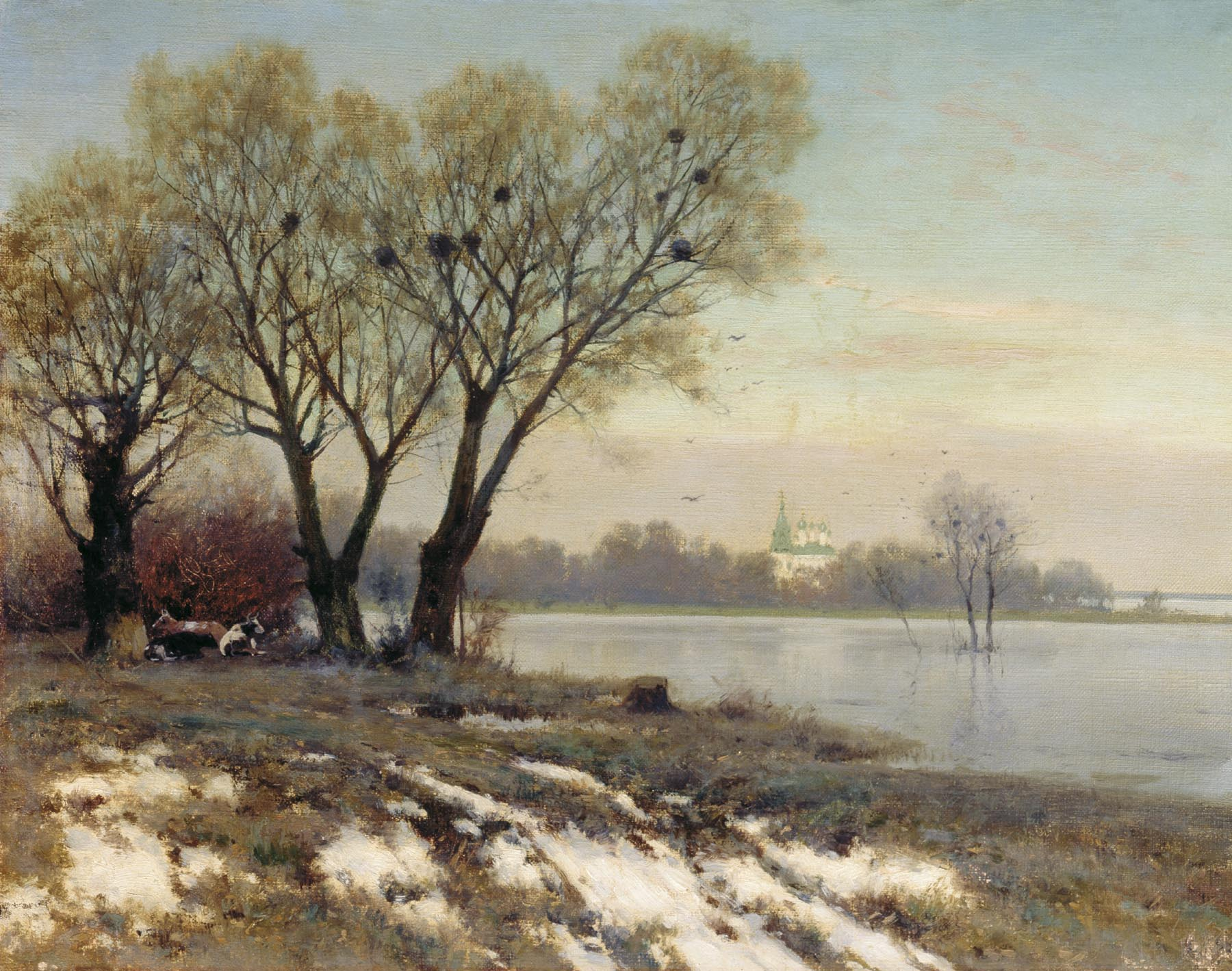
Au début du printemps
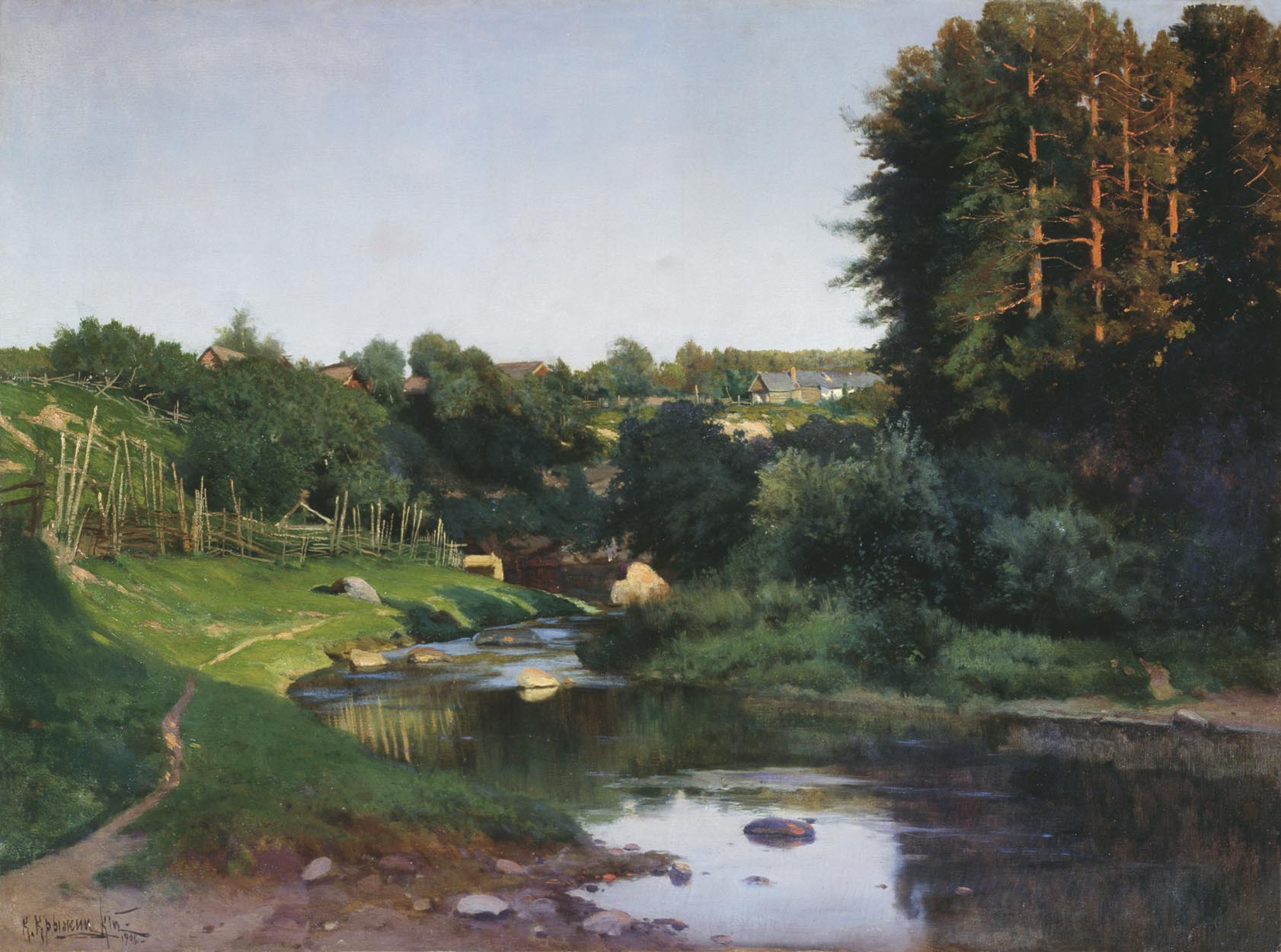
Village au bord de la rivière (1905)